# Чебаклинское сельское поселение (Большеуковский район)
Чебакли́нское се́льское поселе́ние — сельское поселение в Большеуковском районе Омской области.
Административный центр — село Чебаклы.

## География
Расстояние до районного центра: 35 км.

## История
В 1925 году был образован Чебаклинский сельский совет путём выделения из Чаунинского сельского совета.
На 1926 год в сельский совет входили:
- деревня Чебаклы
- посёлок Большеречье
- посёлок Цивильский

В 1933 году сельский совет был упразднён путём присоединения к Чаунинскому и Адамовскому сельским советам.
В 1954 году восстановлен сельский совет путём переименования Чаунинского сельского совета и переносом центра в село Чебаклы.
В 1962 году сельский совет был переведён из Большеуковского в Знаменский район.
В 1965 году сельский совет был переведён из Знаменского в Большеуковский район.
В 1990-х годах сельский совет был преобразован в сельскую администрацию.
В 2000-х годах сельская администрация была преобразована в сельский округ.

## Население
| 2010 | 2011 | 2012 | 2013 | 2014 | 2015 | 2016 |
| ---- | ---- | ---- | ---- | ---- | ---- | ---- |
| 433  | ↘431 | ↗437 | ↘422 | ↘404 | ↘387 | ↘386 |
| 2017 | 2018 | 2019 | 2020 | 2021 | 2023 |      |
| ↘373 | ↘367 | ↘361 | ↘355 | ↘301 | ↘284 |      |

## Состав сельского поселения
| № | Населённый пункт | Тип населённого пункта       | Население |
| - | ---------------- | ---------------------------- | --------- |
| 1 | Чаунино          | деревня                      | ↘76       |
| 2 | Чебаклы          | село, административный центр | ↘225      |

## Год основания
| статус  | населённый пункт | год основания |
| ------- | ---------------- | ------------- |
| село    | Чебаклы́          | 1883          |
| деревня | Чау́нино          | XVIII век     |